# Athaguru, Maddur
Athaguru là một làng thuộc tehsil Maddur, huyện Mandya, bang Karnataka, Ấn Độ.